# Coelichneumon mandibularis
Coelichneumon mandibularis là một loài tò vò trong họ Ichneumonidae.